# Hoodoo (cult)

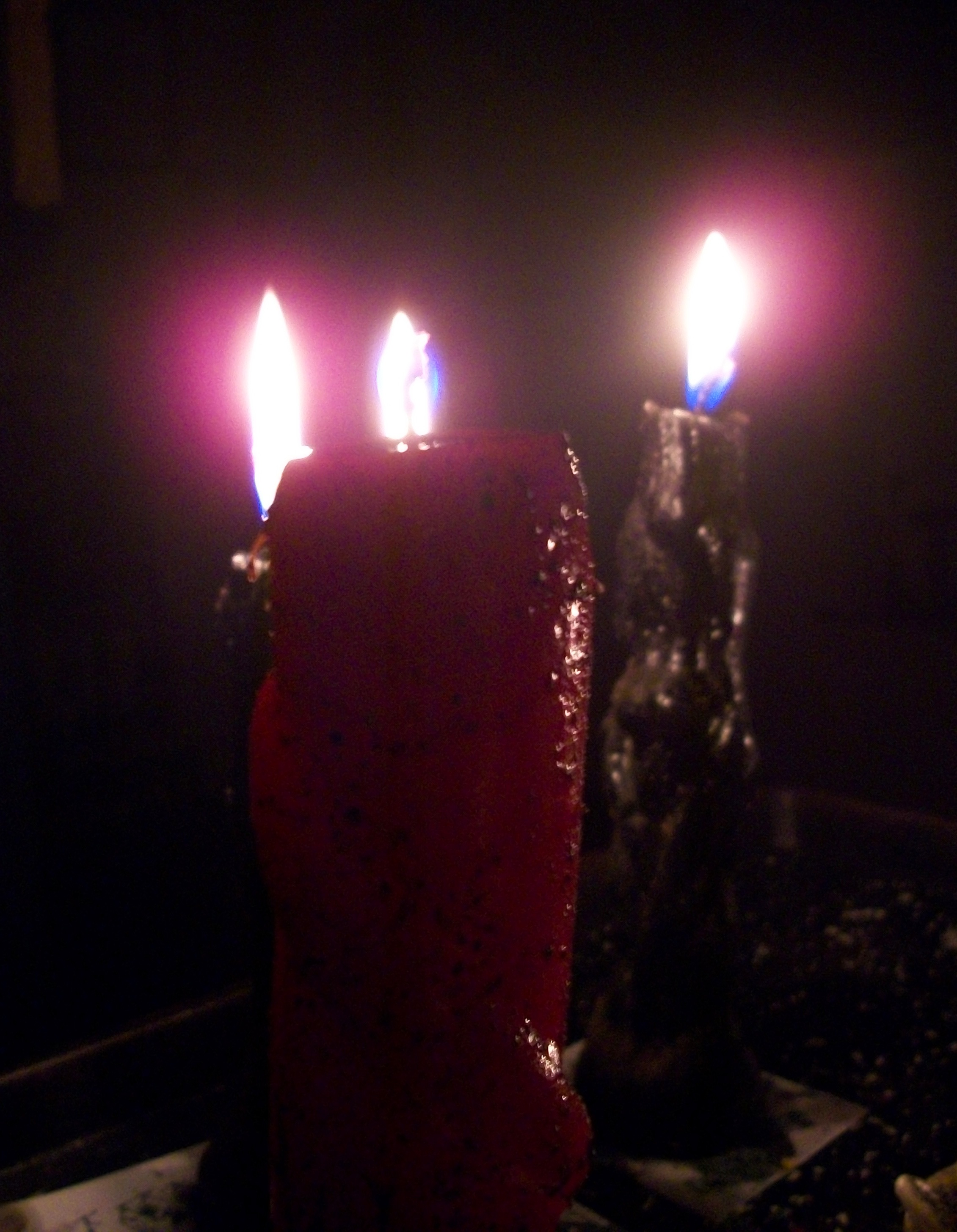
O lumânare Hoodoo

Afro-American Hoodoo (de asemenea, cunoscut sub numele de "evocarea" sau "prelucrarea rădăcinii" este un cult tradițional afro-american care s-a format prin contopirea mai multor tradiții și credințe vest-africane.